# Pathé

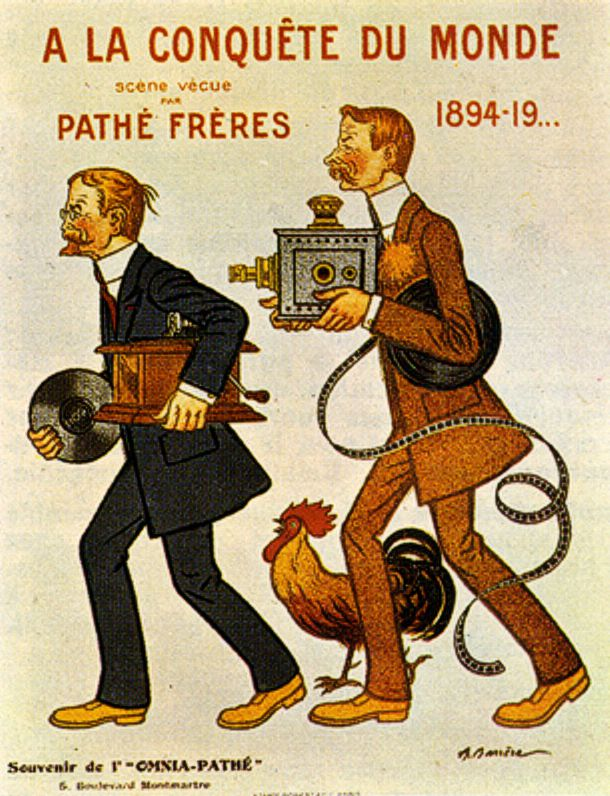
Bröderna Pathé, affisch.

Pathé eller Pathé Frères - bröderna Pathé - (franskt uttal: [pate fʁɛʁ], ofta skrivet PATHÉ!) är ett franskt företag inom musik- och filmindustrin samt inom kabel- och satellit-TV.

## Historik
Pathé grundades den 28 september 1896 i Paris som Société Pathé Frères av bröderna Charles, Émile, Théophile och Jacques Pathé. Drivande kraften var  Charles Pathé, som 1884 startade en butik för fonografcylindrar. Han insåg tidigt filmens betydelse. I början av 1900-talet blev Pathé världens största företag inom filmutrustning och filmproduktion och även en stor producent av grammofonskivor. Redan 1908 lanserade Pathé journalfilmen som visades på biografer innan huvudföreställningen.

## Nutid

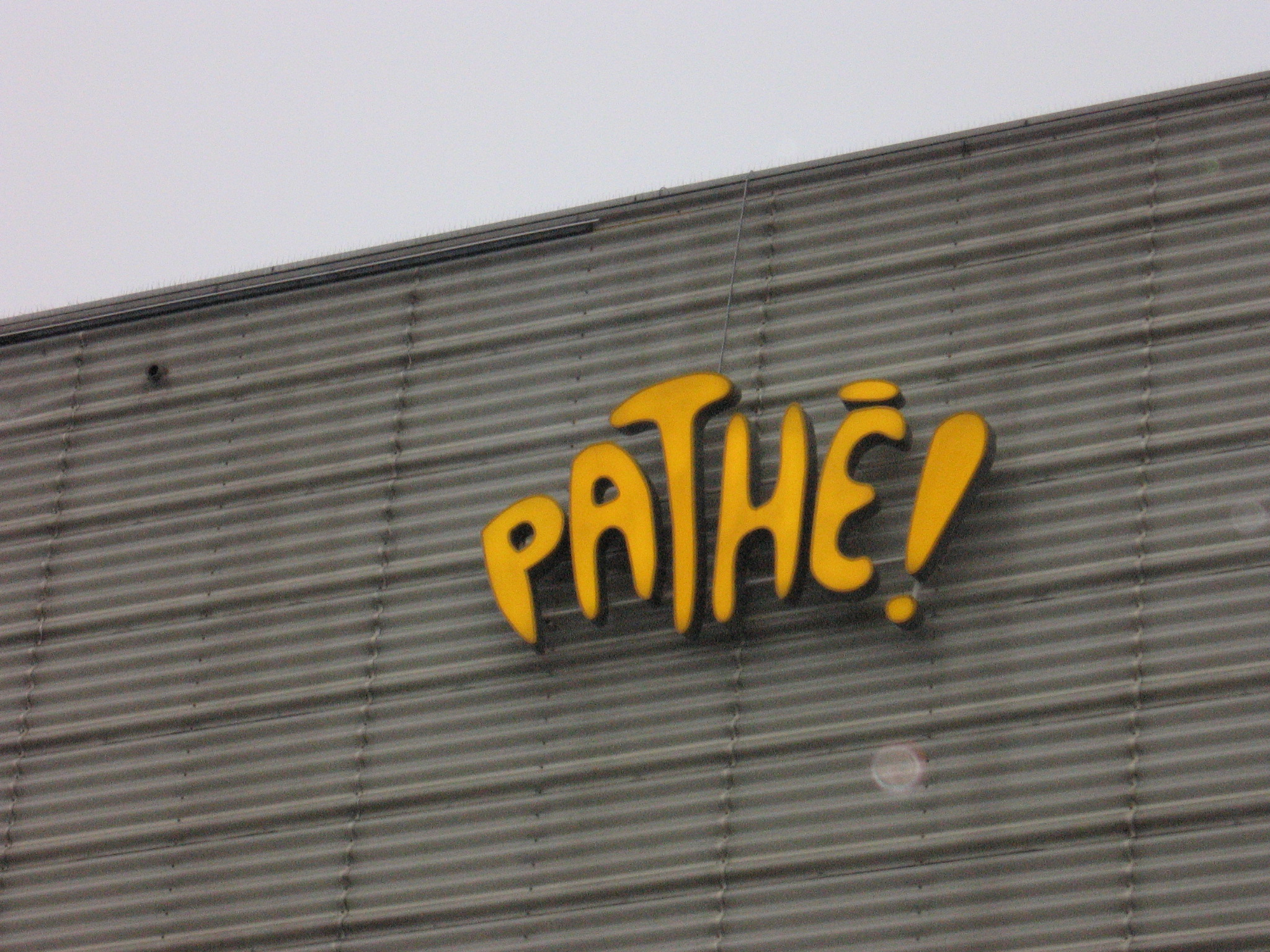
Pathés nuvarande logo.

Under år 2012 hade Pathé en omsättning på 836 miljoner euro, och 3831 anställda i slutet av december 2012. Idag är Paté Films en stor producent av bland annat videofilmer. Gaumont Pathé Archives förvaltar ett omfattande historiskt filmarkiv med cirka 17 000 filmtitlar. Pathé Live driver mer än 130 biografer i Frankrike.
Pathé Frères är namnet på flera företag i ett antal länder inom musik- och filmindustrin samt inom kabel- och satellit-TV:
- PATHÉ INTERNATIONAL
- PATHÉ EN SUISSE
- PATHÉ FILMS AG
- PATHÉ AU ROYAUME-UNI
- PATHÉ AUX PAYS-BAS
- FONDATION JÉRÔME SEYDOUX-PATHÉ
- GAUMONT PATHÉ ARCHIVES
- PATHÉ LIVE

## Bilder

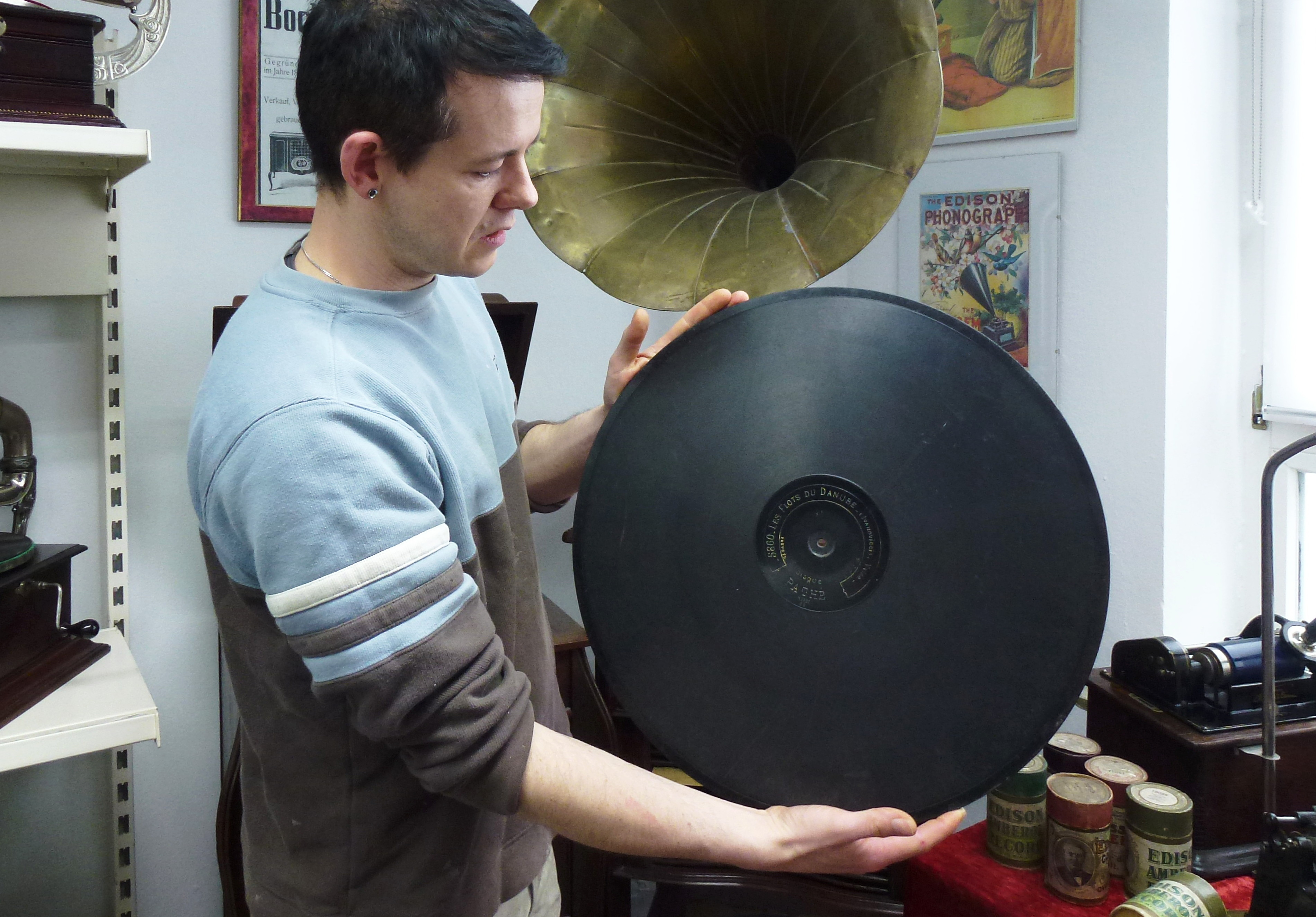
50 cm skiva, "Pathé Concert Record" nr 5860 (1909)
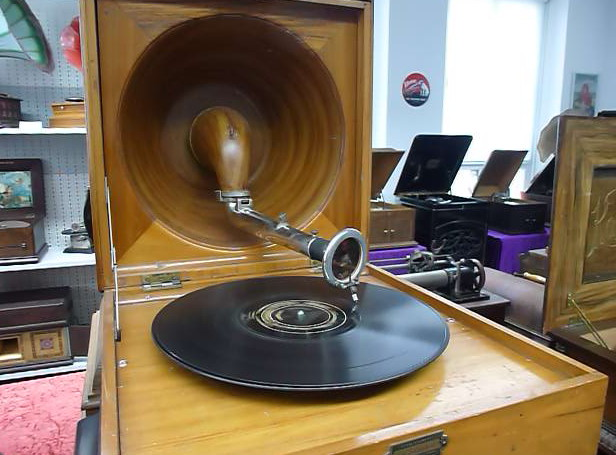
Pathé grammofon med 30 cm skiva som spelas inifrån och ut
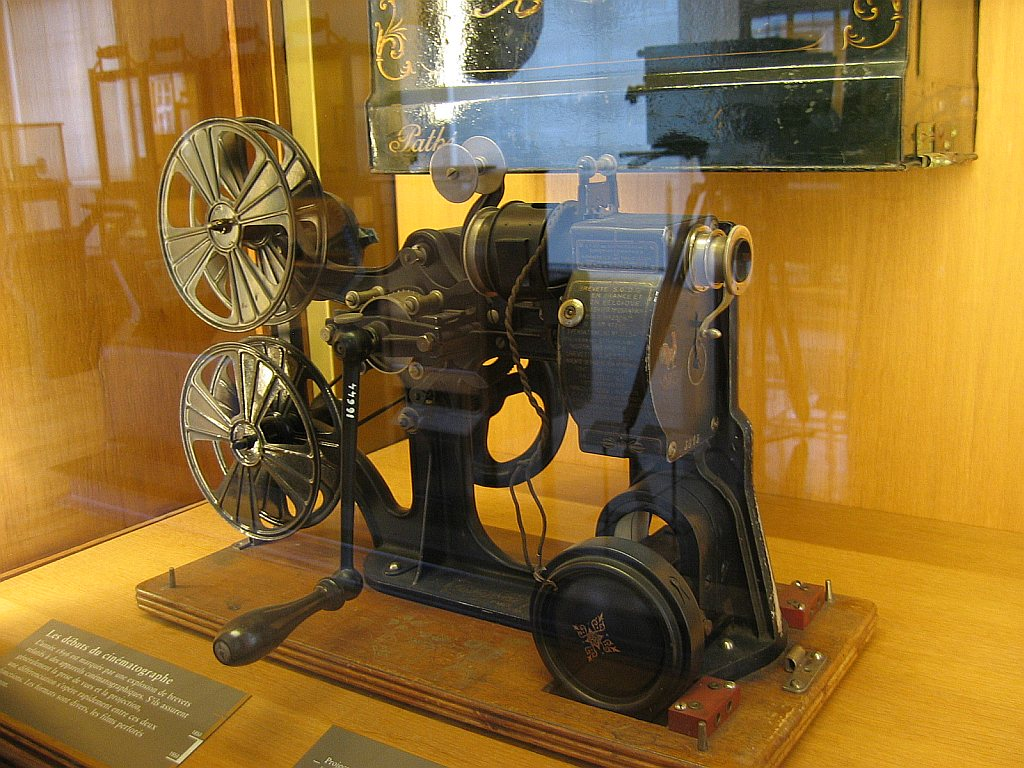
Pathé-Kok filmprojector (1912)
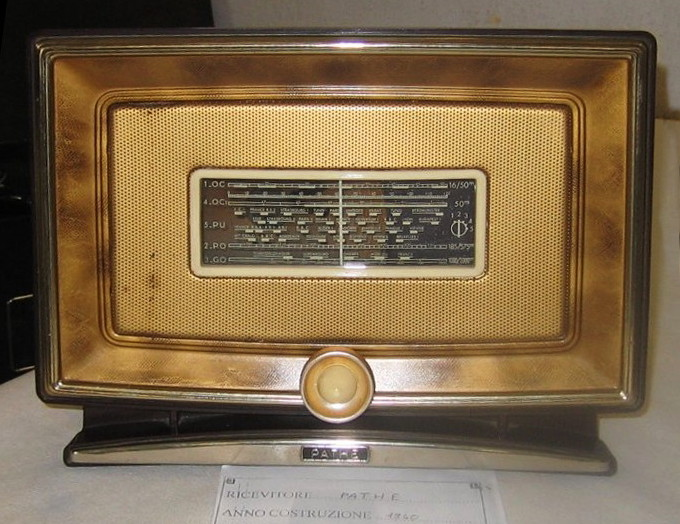
Pathé radio (1940)